# Clemens von Franckenstein
Clemens Erwein Heinrich Karl Bonaventura Freiherr von und zu Franckenstein (Wiesentheid, 14 luglio 1875 – Monaco di Baviera, 19 agosto 1942) è stato un compositore tedesco.

## Biografia
Figlio di Karl Freiherr von und zu Franckenstein (1831–1898) e di Elma Gräfin von Schönborn-Wiesentheid (1841–1884) e fratello di Georg von und zu Franckenstein, ambasciatore austriaco a Londra.
È cresciuto tra Vienna e la Franconia e si avvicinò precocemente alla musica grazie alla passione del padre.
Fu amico d'infanzia con Arthur Schnitzler e con Hugo von Hofmannsthal.
Da giovane studiò musica dapprima al Conservatorio Vienna, poi in quello di Monaco di Baviera sotto la guida di Ludwig Thuille e successivamente in quello di Francoforte sul Meno, ricevendo lezioni di Iwan Knorr.
Nel 1901 intraprese un tour come direttore d'orchestra nel Nord America, invece dall'anno seguente lavorò in Europa, a Londra, nel 1907 presso il teatro di corte di Wiesbaden e nel 1912 alla Münchner Hofoper di Monaco.
Nel 1914 diventò direttore generale dei teatri del capoluogo della Baviera e del Festival dell'Opera di Monaco.
Ha prodotto il Munich Opera Festival fino al 1934, anno in cui la censura nazista impedì l'allestimento della manifestazione.

## Opere
- Griseldis. Opera in 3 atti, op. 6. (Libretto: Oskar F. Mayer; prima: Troppau 1898)
- Fortunatus. Opera in 3 atti, op. 16. (Libretto: Jakob Wassermann; prima: Budapest 1909)
- Rahab. Opera in 1 atto, op. 32. (Libretto: Oskar F. Mayer; prima: Hamburg 1911)
- Die Biene. Pantomime, op. 37. (Libretto: Hugo von Hofmannsthal; prima: Darmstadt 1916)
- Li-Tai-Pe (Des Kaisers Dichter). Opera in 3 atti, op. 43. (Libretto: Rudolf Lothar; prima: Hamburg 1920)

### Opere orchestrali
- Symphonische Phantasie für Orchester op. 15
- Festliche Musik für großes Orchester op. 35
- Variationen über ein Thema von G. Meyerbeer op. 45
- Rhapsodie für Orchester op. 47 (1926)
- Tanz Suite
- Serenade
- Das alte Lied
- Präludium für Orchester op. 50
- Vier Tänze für Orchester op. 52